# Petnjica (gmina Petnjica)
Petnjica (cyr. Петњица) – wieś w Czarnogórze, siedziba gminy Petnjica. W 2011 roku liczyła 623 mieszkańców.